# Jean-Guy Wallemme
Jean-Guy Wallemme (Maubeuge, 10 augustus 1967) is een Frans voetbaltrainer en voormalig voetballer.
Als speler speelde Wallemme onder andere voor RC Lens, Coventry City en FC Sochaux-Montbéliard. In 2002 stopte hij met voetballen en werd voetbalcoach.
In juni 2013 werd hij trainer van White Star Bruxelles, maar na enkele mindere resultaten in de oefenmatchen werd hij nog voor de competitiestart ontslagen. In januari 2014 volgde hij Didier Beugnies op als trainer van RWDM Brussels FC. Was ook trainer bij KSK Ronse.